# 슐레스비히-홀슈타인 문제

진한 적색은 덴마크, 연한 적색은 북슐레스비히(현재 남덴마크 지역의 일부, 갈색은 남슐레스비히(현재 독일령), 황색은 홀슈타인

슐레스비히-홀슈타인 문제(독일어: Schleswig-Holsteinische Frage, 덴마크어: Spørgsmålet om Sønderjylland og Holsten)는 슐레스비히 공국, 홀슈타인 공국과 독일 연방, 덴마크에 얽힌 19세기의 외교적 논쟁이다.
슐레스비히는 바이킹 시대 때 덴마크의 일부였고 12세기 덴마크의 공국이 됐다. 덴마크는 슐레스비히 공국을 합병하고자 했다. 1848년 3월 27일 덴마크 프레데리크 7세는 슐레스비히 주민들에게 자치권이 보장된 공국이 덴마크의 일부가 될 것이라는 자유 헌법을 공포했는데 이는 덴마크로부터의 독립과 독일 연방으로의 긴밀한 관계를 지지하는 대규모 독일계 주민들에 의한 시위를 야기했다. 프로이센은 이 시위를 지원했고 이로 인해 제1차 슐레스비히 전쟁이 일어나서 덴마크가 이겼다. 1863년 덴마크 크리스티안 9세의 '11월 헌법'에 의해 슐레스비히를 합병하려는 시도가 이뤄졌는데 이는 런던 협정서 위반으로 여겨져서 1864년 제2차 슐레스비히 전쟁이 일어났다. 이후 슐레스비히는 프로이센, 홀슈타인은 오스트리아에 귀속됐으나 1866년 프로이센-오스트리아 전쟁으로 프로이센이 홀슈타인도 접수했다.